# Correspondance dans l'Empire romain
La Rome antique, en unifiant le bassin méditerranéen au sein d'un double système linguistique (latin et grec), contribua incontestablement à la diffusion de la culture écrite. La circulation accrue des hommes et des marchandises, le développement d'un réseau de routes terrestres et maritimes contribuèrent au développement des correspondances privées. L'étendue immense de l'empire, la nécessité d'une certaine centralisation de l'information et les pratiques propres aux institutions romaines développa une intense correspondance officielle, entre l'empereur et ses subordonnés, au sein de l'armée, entre les cités et l'empereur. La chancellerie impériale possédait au IIe siècle deux bureaux spécialisés dans la correspondance officielle, l'un pour le latin, l'autre pour le grec.

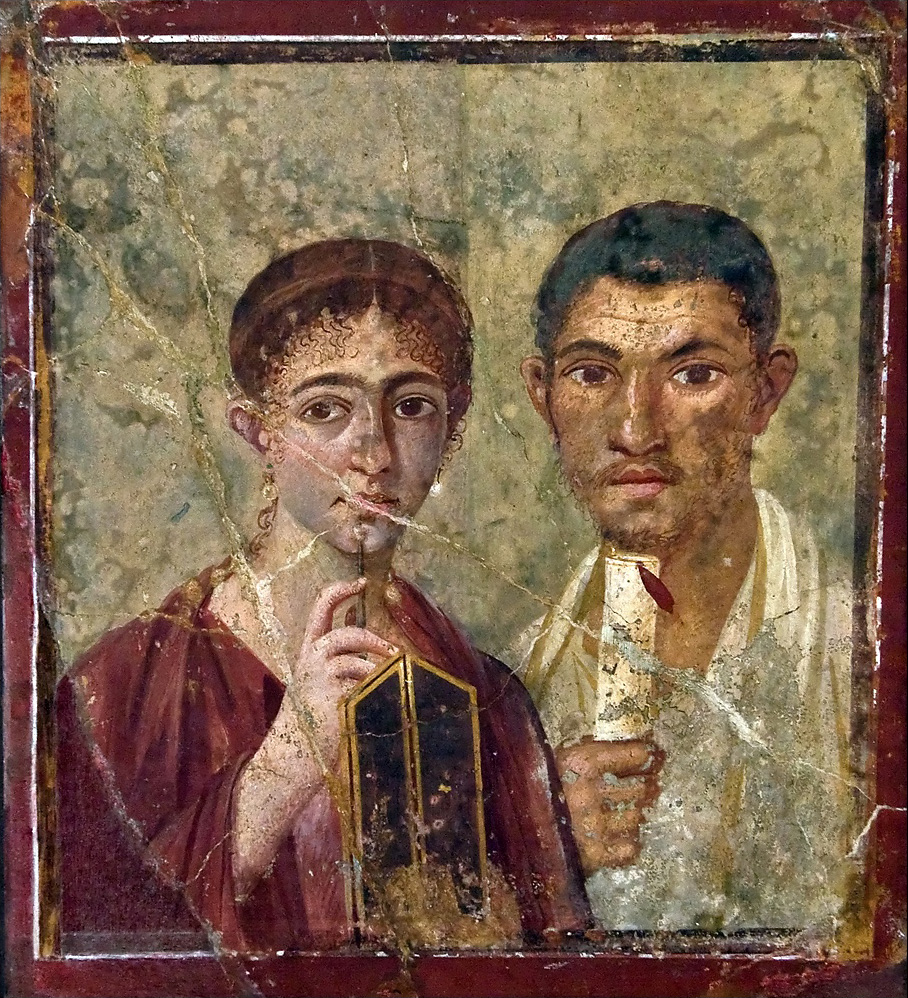
Femme tenant des tablettes et un stylet (Pompéi, Ier siècle)

## Les sources
Les sources littéraires nous ont conservé les correspondances de gens de lettres célèbres : celle de Cicéron à la fin de la république, celle de Pline le Jeune au début du IIe siècle, celle de Fronton sous les Antonins, celle de Cyprien de Carthage, celles de saint Augustin et de Synésios de Cyrène au Ve siècle… Les découvertes archéologiques ont révélé des correspondances plus ordinaires et plus quotidiennes : dans les papyrus d'Égypte, dans les ostraca et dans des tablettes de bois. Certaines lettres particulièrement importantes étaient monumentalisées et gravées sur une inscription. C'est le cas sur une inscription de Vieux-la-Romaine appelée Marbre de Thorigny, ou encore sur tout un mur du théâtre d'Aphrodisiaque qui conservait la reproduction de lettres des empereurs.

## La présentation

### En-tête
L’en-tête comporte différentes abréviations :
- S. : Salutem (Salut)
- S.D. : Salutem Do (Je te donne le salut)
- S.P.D. : Salutem Plurimam Do (Je te salue énormément)
- S.V.B.E.E.A.U. : Si Vales, Bene Est ; Ego Autem Valeo (Si tu vas bien, tout est bien, je vais bien moi aussi.)

### La formule principale
Il y avait différents styles d’écritures.
Du Ier siècle av. J.-C. à la fin du Bas-Empire on écrivait les mots appondus les uns aux autres en capitale. De la fin du Bas-Empire au IIe siècle, les mots furent séparés par des points, puis ces points disparurent ; mais avant de lire, on devait préparer le texte en séparant plus nettement les mots et en ajoutant des pauses.

### La formule de politesse
Il n’existait que la formule « Vale » (adieu) que les expéditeurs écrivaient.

## Le support
Différents supports étaient utilisés pour la correspondance.
- À l’intérieur de Rome, on envoyait des lettres sous forme de tablettes de bois enduites de cire teintes en noir sur lesquelles on écrivait grâce à un poinçon (pugillares). Le poinçon est une tige de métal pointu à une extrémité et aplati en forme de spatule à l’autre bout. Avec ce système de tablette le destinataire pouvait répondre au verso de cette tablette. Certains rassemblaient ces tablettes ce qui formait un livre qu’on appelait codex.
- Il y avait aussi l’encrier dont l’encre était noire et une plume de roseau.
- On utilisait aussi du papier de papyrus rangé dans des boites cylindriques. Ceci s’appelait volumen. Pour correspondre avec les provinces on utilisait ce support.

Le papyrus était de bonne qualité. Celui-ci était enroulé, scellé par un fil puis cacheté.
On utilisera le papyrus jusqu’au troisième siècle.
- L'usage d'un ostracon était aussi relativement courant dans le cadre de correspondances quotidiennes.
- À partir du Ier siècle, on inventa le traitement de la peau de chèvre ou de mouton. C’est le parchemin. Avec ce type de support, on pouvait écrire sur les deux côtés de la peau. Puis on pouvait la plier, la relier avec d’autre peau. Mais ce type de correspondance coûtait cher.
- Dans un souci d'ostentation certains destinataires, individus ou collectivités, faisaient graver sur une tablette de bronze la lettre qu'ils avaient reçue d'un haut personnage. Le document était fixé dans une partie fréquentée de la maison, un temple, un bâtiment public etc.

## Le messager
Le courrier officiel était transmis par la poste impériale qui parcourait 250 km par jour, sachant qu’il se déplaçait 24 heures sur 24.
Le courrier des particuliers était transmis par des esclaves, des occasions (amis, commerçant, fonctionnaire) ou des entreprises privées. Mais ce courrier était acheminé très lentement, parcourant entre 30 km et 60 km par jour.

## Les expéditeurs
Les notarii sont les esclaves ou les affranchis qui écrivaient sous la dictée d’un supérieur. Ils utilisent la sténographie (notes tironiennes) inventée par Tiron qui était un affranchi de Cicéron.